# Condado de Austur-Húnavatnssýsla
Austur-Húnavatnssýsla era un condado de Islandia. Los condados en Islandia eran antiguas unidades administrativas que ya no están en vigor.
En los años 90 del siglo XX se realizaron cambios importantes en los Gobiernos locales y en las funciones de los comisionados de condado, lo que efectivamente significó que la división tradicional de los condados ya no tenía ningún valor.
Actualmente el país tiene dos niveles de administración: el Gobierno central y las autoridades locales (municipios). No existen niveles regionales.